# 中華料理店症候群
中華料理店症候群（ちゅうかりょうりてんしょうこうぐん、チャイニーズ・レストラン・シンドローム、Chinese Restaurant Syndrome〈CRS〉）あるいはグルタミン酸ナトリウム症候群（グルタミンさんナトリウムしょうこうぐん、Monosodium Glutamate Symptom Complex〈MSGSC〉）とは頭痛、顔面紅潮、発汗、疲労感、顔面や唇の圧迫感などの症状から構成される症候群である。ただし、このような症状がグルタミン酸ナトリウムの摂取によって引き起こされることは、数々の二重盲検法によって否定されている。

## 概要
俗にグルタミン酸ナトリウム（MSG）、日本でいう化学調味料（現：うま味調味料）が原因とされていた。症状のうち、稀であるが重篤なものとしては、喉の灼熱感、胸の痛み、動悸、息切れなどがこの症候群の特徴として挙げられている。大抵の場合は軽度の中華料理店症候群は後遺症は無く回復する。中華料理店症候群の症状を抑えるには、MSGの多い食事の前に通常量のビタミンB6の投与が有効という説もある。

## 背景
1908年（明治41年）の日本で、味の素株式会社により、グルタミン酸ナトリウム（MSG）が製品化された。1950年代になると、アメリカ合衆国ではピルズバリー社、キャンベル社、オスカー・マイヤー社、リビー社、ゼネラルフーズ社など多数の食品メーカーが製品にMSGを利用し始め、アメリカでもMSG自体がスーパーマーケットで販売されるようになった。1960年代になると、グルタミン酸ナトリウムは、うまみ調味料として、あらゆる家庭料理や料理店での調理やレシピで広く利用されていた。
1960年代に中華料理を食べた少数のアメリカ人が食後に、一時的な眠気、顔面の紅潮、掻痒感、頭痛、体の痺れ、軽度の背中の無感覚などの症状が見られた。「グルタミン酸ナトリウム症候群」という呼び名は、グルタミン酸ナトリウム（MSG）がアメリカの中華料理でよく使用されることに起源を持つ。
1968年に、これらの症状が「中華料理店症候群」として、権威のある医学論文雑誌の『The New England Journal of Medicine』に記事が掲載された。この記事は、症状を検証した医学論文ではなく、読者などの意見を載せるコラムであった。また同年、1968年に、The New York Timesに「’Chinese Restaurant Syndrome’ Puzzles Doctors」という記事が掲載され、認知されることになった。1969年に、科学雑誌の『Science』に、グルタミン酸ナトリウムを注入したマウスの脳に障害が見られるという内容の論文が掲載された。
一方、グルタミン酸ナトリウムは調味料として、一部の低ナトリウム製品を除いた食品工業製品や調理に使いつづけられているが、1970年以降には中華料理店症候群の報告はほとんど見られなくなった。グルタミン酸ナトリウムと中華料理店症候群には関連がないという研究結果がある一方、一部の消費者は、科学的な裏付け無く有害であると信じてグルタミン酸ナトリウムの摂取を避けている。現在でも、アメリカ国内においては、少数の食品店やレストランでは「no-MSG」や「Free MSG」（MSG無使用）のコーナーを設けてその様な消費者を呼び込んでいる。
1960年代のアメリカ国内で「中華料理店症候群」が発見された背景には、農薬や化学肥料を使用する農業や食品添加物に対する反対運動、東アジア人に対する人種・文化的偏見など複合的な要因があったと考えられている。

## 科学的論議
先述のとおり、『The New England Journal of Medicine』に掲載された記事は、コラムであり医学論文では無いため、中華料理症候群を証明する物ではない。また、1969年、科学雑誌『Science』に掲載された科学論文では、大量のグルタミン酸ナトリウムを、マウスに直接注射しており、経口摂取による中華料理症候群を証明するものではなかった。
1970年、科学雑誌『Nature』に掲載された記事で、1970年時点で掲載されていた中華料理症候群の論文について、主観的な感覚を除外する方法で調べたり、二重盲検法を用いて調べるものがないと批判した。
1971年、169人の人間を対象に、グルタミン酸ナトリウムを投与する単盲検法と二重盲検法についての科学論文が発表された。二重盲検法の結果では、数々の症状の発症数や、血圧、脈拍について、対照群となる塩化ナトリウムの投与の結果と、有意差が検出されなかった。また、1973年にも二重盲検試験に関する臨床試験が行われ、それについて同様の結果であった。
1979年に報告されたアメリカにおける疫学調査によると、調査対象3,222人のうちCRSと類似の症状の経験者は1.8%であるが、中華料理と関連付けることができたのは0.19%で、メキシコ料理やイタリア料理と関連付けられたケースよりも少なかった。
1993年と2000年に掲載された科学論文で、二重盲検法によるプラセボを対照としたグルタミン酸ナトリウムの大量摂取試験では、中華料理店症候群は発生しなかった。
以上の科学論文や臨床試験から、グルタミン酸ナトリウムにより中華料理店症候群が引き起こされることは、科学的に否定されている。
また、科学的検証の結果、中華料理店症候群は、グルタミン酸ナトリウムの摂取が原因というよりは、食事後に起こる様々な病的症状につけられた呼称であり、統一的・画一的な症状ではないと考えられている。
例えば、Kenney R. A.は、中華料理店症候群の症状が弱い食道炎が存在するときに、食事による刺激で惹起される症状に似ている点を指摘し、刺激性の強いソフトドリンク（濃いオレンジジュースやコーヒーなど）を飲んだ場合にも類似の症状が現れることを指摘している。その他、過剰のナトリウム（濃い塩分に由来するナトリウムも含む）を急激に摂取したことによる血圧の変化、劣化した油脂の多量の摂取なども原因だとも指摘している。
その後、JECFA（ジェクファ、FAO/WHO合同食品添加物専門家会議）、アメリカ食品医薬品局 （FDA）、ヨーロッパ食品情報会議 （EUFIC）、欧州連合食品科学委員会 （SCF）、日本の食品安全委員会などで議論・調査がなされたが、グルタミン酸ナトリウムの摂取により中華料理店症候群が発生するという根拠は見つからなかった。これを受けて、JECFAは、グルタミン酸ナトリウムの一日許容摂取量に『上限を定める必要はない』と決定した。
FDAはアメリカ合衆国大統領令によるGRAS指定の物質の再評価を1972〜80年に行い、頭痛や吐き気の症状が引き続きFDAに報告されたために、1990年代にもグルタミン酸ナトリウムの評価も再び実施した。いずれの調査においても、頭痛、しびれ、めまい、紅潮など中華料理店症候群に似た臨床的症状を確認したとしたが、一時的で軽症であるとして、GRASとして問題ないとした。また、FDAの管轄は加工食品のためGRASの指定はFDAの基準・使用量を満たした加工食品のみであり、家庭、レストラン等でのグルタミン酸ナトリウムの使用は調査外としている（一食分の典型的な使用量は0.5g以下としている）。

## その他
1990年代以降、アメリカ国内において、中華料理である火鍋を扱う店が増えている。閉め切った部屋で火鍋を食べることで、一酸化炭素中毒が多く起こり、頭痛などの症状が現れることがある。これらの症状は「新しい中華料理店症候群」と呼ばれている。